# Faulbaach
Faulbaach – mały, naturalny ciek w południowym Luksemburgu, w dystrykcie Luksemburg, w kantonie Capellen, w gminie Mamer, o długości 8,75 km. Uchodzi do rzeki Mamer w miejscowości Mamer, stanowiąc jej lewostronny dopływ. Płynie w kierunku południowo-wschodnim. Przecina m.in. autostradę A6.
Uwarunkowania przyrodnicze, tj. położenie między Faulbaach i Mamer, przyczyniły się do powstania w okolicach ujścia cieku osady średniowiecznej z wąskimi, krętymi uliczkami oraz kościołem jako punktem centralnym. Dziś jest to historyczne centrum miejscowości Mamer.
Nad Faulbaach położony jest m.in. dom pomocy społecznej dla osób starszych w Mamer.